# 岳岐峰
岳歧峰（1931年12月—2008年3月24日），男，汉族，河北大名人，中华人民共和国政治人物，中共十大、十一大、十二大、十三大、十四大、十五大代表，中共第十四届中央委员。第七、八届全国人大代表。第九届全国政协常委。

## 生平
1945年1月加入中国共产党并参加革命工作。初中文化。1945年在河北省元朝县抗日高小入党后参加元南工作队为队员，在邯郸中学学习，参加反奸复仇工作队、土改工作队，任邯郸市工商党委干事。1949年任邯郸市委组织部干事、市委办公室主任、市手工业联社主任、市委委员、市委副秘书长。1958年任邯郸市冶金工业局党委书记、市陶瓷工业公司党委书记。1966年任邯郸市委副书记。
1967年“文化大革命”中受冲击，下放农村劳动。1969年任河北省成安县革委会副主任，河北省邯郸地区重工业局局长，邯郸地委办公室主任。1973年任邯郸钢铁总厂党委第2书记、革委会副主任、党委第一书记、革委会主任。1977年，任中共邯郸地委常委、副书记兼邯郸市委第一书记、市革委会主任、邯郸市委书记。1984年任中共唐山市委书记。1986年7月任中共河北省委副书记。1988年5月任中共河北省委副书记、省长。1990年6月至1994年4月，任中共辽宁省委副书记、遼寧省代省长、省长。1994年4月至1997年7月，任中共黑龙江省委书记。
2008年3月24日在北京逝世，享年77歲。